# Guerra de las Tierras de Nueva Zelanda
La Guerra de las Tierras de Nueva Zelanda, también conocida como las Guerras de Nueva Zelanda (New Zealand Wars o Land Wars en inglés), a veces también denominada como las Guerras Maoríes, fue un conflicto armado que tuvo lugar en Nueva Zelanda entre 1845 y 1872, posterior a las guerras de los Mosquetes. El principal desencadenante fue el rechazo de la mayoría del pueblo maorí al dominio de la Corona británica del país, y por ende, a los colonizadores que intentaban asentarse.
Bajo la firma del Tratado de Waitangi en 1840 se garantizaba la protección de las tierras maoríes, quienes solo podían vender tierra a la Corona. Pero las presiones de los colonos sobre las autoridades coloniales obligaron a la violación del pacto, que generaría la creación del Movimiento rey maorí, que se oponía al asentamiento europeo en el país. 
El primer enfrentamiento armado entre maoríes y británicos tuvo lugar en la Isla Sur en 1843, aunque la guerra comenzó como tal en 1845. Rápidamente la guerra se extendió por todo el país, teniendo lugar en la Isla Norte los mayores conflictos, como la invasión de Waikato, sucedida entre 1863 y 1864. El Gobierno de Nueva Zelanda desplazó su propio ejército, compuesto por milicias locales y fusileros voluntarios, que se sumó al británico llegando casi a 18.000 soldados desplazados por todo el territorio neozelandés, que se enfrentaban a no más de 4.000 guerreros maoríes, que a pesar de la inferioridad numérica utilizaron tácticas militares que les permitieron hacer frente a un rival mucho más numeroso. Finalmente, se confiscaron casi 16.000 km² de tierras a los maoríes, que pasaron a estar bajo control de las autoridades colonizadoras, que las usaron para cubrir los gastos que había generado la guerra.

## Desarrollo

### La masacre de Wairau
El primer conflicto armado entre maoríes y colonos tuvo lugar el 17 de junio de 1843 en la Bahía de Wairau, al norte de la Isla Sur. El enfrentamiento dejó 22 muertos por parte de los europeos y apenas tres o cuatro maoríes asesinados, además de una gran cantidad de colonizadores que fueron tomados prisioneros. Fue el único conflicto que tuvo lugar en la Isla Sur, aunque no es considerado parte de la guerra.

### La guerra del Norte

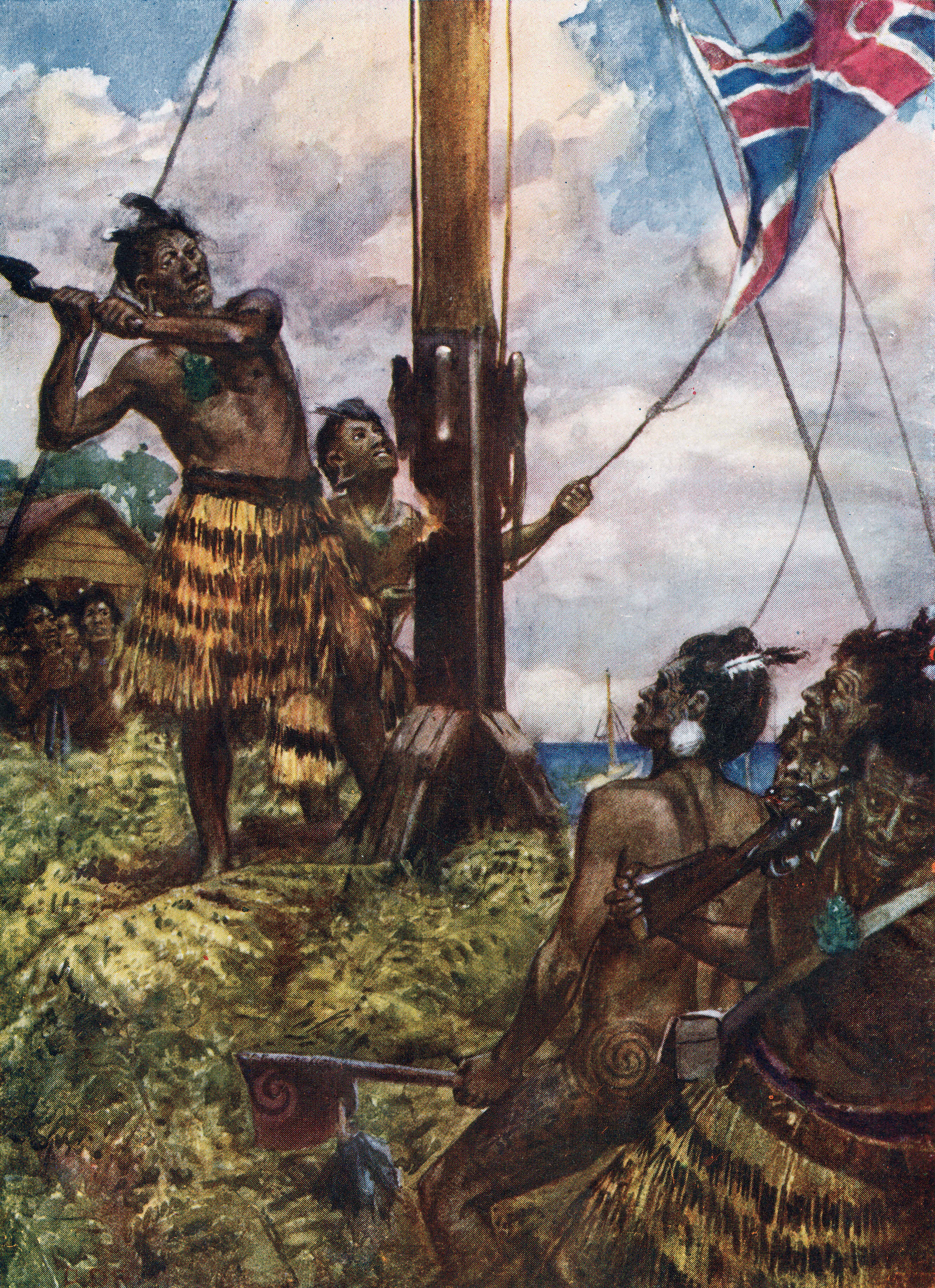
Maoríes tirando abajo el asta de la bandera del Reino Unido.

La primera batalla de las guerras ocurrió en la Bahía de las Islas, al norte de la Isla Norte, en marzo de 1845. Bajo el deseo de mover la capital de Okiato a Auckland, surgieron conflictos económicos que empujaron a la toma de tierras maoríes. En respuesta, un grupo de guerreros atacó Kororareka y tumbaron el asta donde flameaba la bandera del Reino Unido, lo que generó que el gobierno estableciera una milicia de defensa alrededor de la ciudad. A las tropas británicas, con apoyo de los nativos fieles a la Corona, se les volvió complicado capturar las tribus maoríes o decretar una victoria total. 
La necesidad de expansión llevó a la Campaña de Wanganui en abril de 1847 con el fin de tomar control del suroeste de la Isla Norte. El conflicto se desató por el deseo de "venganza" de los maoríes, aunque la ocupación tomó tiempo y tuvo lugar en su mayoría de forma pacífica.
En marzo de 1860 3.500 tropas imperiales provenientes de Australia, sumadas a un grupo de soldados voluntarios neozelandeses, se enfrentaron a 1.500 maoríes, y aunque el ejército británico logró vencer en la llamada Primera Batalla de Taranaki, el resultado fue considerado humillante por las dificultades que encontraban soldados entrenados en vencer a los guerreros maoríes, ampliamente inferiores en número y que contaban con armas más rudimentarias que los europeos.
Estos sucesos llevaron al gobernador Thomas Gore-Browne a planear una invasión a Waikato, aunque los planes se suspendieron en diciembre de 1861 y se reanudaron en junio de 1863. Cerca de 14.000 tropas británicas bajo el mando de Sir Duncan Cameron invadieron las tierras defendidas por 4.000 guerreros maoríes, lo que desembocó en una victoria total británica y la confiscación por parte del gobierno neozelandés de 12.000 km² (4% del territorio de Nueva Zelanda) a los derrotados. Este suceso dio lugar a la Segunda Batalla de Taranaki, en donde los maoríes cayeron derrotados por un amplio ejército británico armado con artillería pesada.
En los años subsiguientes las batallas de Te Kooti y Titokowaru marcaron la derrota total de los maoríes, que recibieron misioneros con el fin de convertirlos a la cultura británica. 

## Consecuencias
La principal consecuencia de las guerra fue la confiscación de 16.000 km² de tierras a los maoríes, lo que provocó un duro golpe a la economía de los polinesios. Aun persisten los conflictos, aunque ya no armados, entre maoríes y descendientes de europeos por los títulos de las tierras que pasaron a control del gobierno neozelandés después de la guerra.